# بادام (مهاباد)
بادام روستایی از توابع بخش مرکزی در شهرستان مهاباد است که در استان آذربایجان غربی ایران قرار دارد.

## جمعیت
این روستا در دهستان مکریان شرقی واقع شده و براساس سرشماری سال ۱۳۸۵، جمعیت آن ۲۴۱ نفر (۵۰ خانوار) بوده‌است.